# 저작권 침해

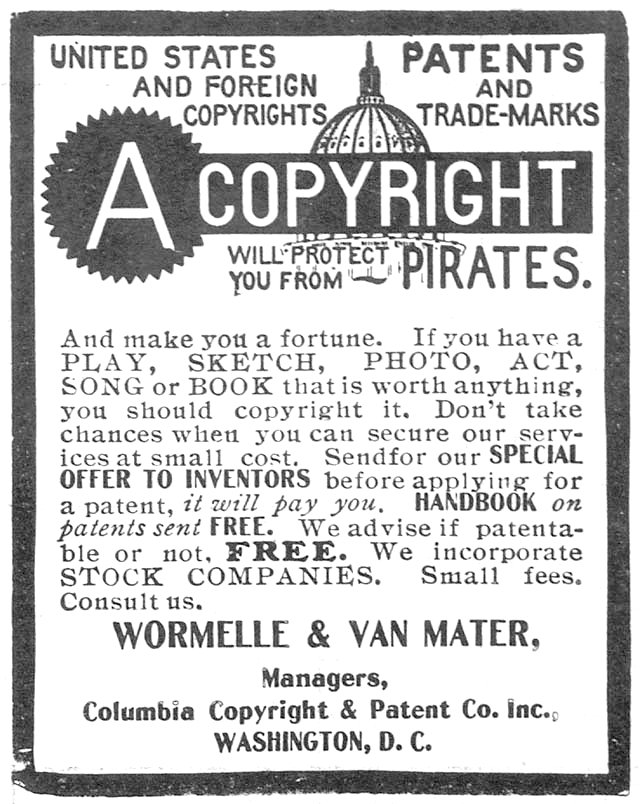
1906년의 저작권 광고

저작권 침해(영어: copyright infringement, 관용적 표현: piracy)는 저작권자의 허락 없이 저작물을 이용하거나 저작자의 인격을 침해하는 방법으로 저작물을 이용하는 것이다.

## 저작권 침해 행위
저작권에 관한 최초의 법률인 1709년 영국여왕 앤의 법령이전에는 런던의 스테이셔너 사가 왕실의 교서를 받아 모든 출판과 관련된 일을 독점적으로 다루어 왔다. 1603년 초기에 이것을 허락한 왕실의 교서를 반하는 행위에  대해서 ‘해적 행위(Piracy)’라고 불렀다.
전자적 시청각적 매체에 대해서 허가받지 않은 복사·배포를 일반적으로 도용 혹은 표절이라 한다. 한국에서는 법률적으로 저작권 침해라는 용어를 사용하고 있으며, 불법 복제물을 ‘해적판’이라고 부르기도 한다.

## 저작권 침해의 예
저작물의 불법적인 다운로드나 MP3 형태의 녹음된 음악이나 청각자료를 공유하는 것이 이전보다 더 자주 이루어짐에 따라, 소리바다나 냅스터와 같은 저작권 침해 소송이 발생하고 있다. 영화관에서 상영되는 영화들은 영화사들이 홍보를 목적으로 배포하는 DVD가 불법 복제의 창구가 되고 있다. 또한, 캠버전이라 불리는 영화 파일의 경우에는 상영장에서 몰래 촬영된 것으로 공식 필름보다 품질이 낮은 것이기는 하지만 불법적으로 복제되고 있다. 음악을 복제하여 사용하는 것은 캐나다나 유럽의 여러 나라에서 광고하지 않거나 판매하지 않는다면 불법이 아니다.
여러 국가에서 VCD, CD, DVD 등의 불법 복제된 저작물이 길거리나, 시장, 암거래시장 등에서 판매되고 있다.
웹 사이트에 게시된 글을 저작자의 동의 없이 다른 웹 사이트에 복제하는 것이 널리 이루어지고 있지만, 이것도 텍스트로 된 저작물을 잘못 사용하는 저작권 침해의 한 형태이다. 로버타 비치 제이콥슨이 이러한 잘못된 저작권 침해에 대해서 비판한 글을 썼는데, 저작권의 보호를 요청하거나 돈을 요구하기 위하여 이글이 수백 개의 웹사이트들에 불법적으로 게시되는 일도 발생하였다.
또한 오래된 음악의 저작권을 사서 새로운 음악들이 이것을 샘플링하여 사용할 때에 그 저작권을 주장하여 이익을 얻는 개인이나 회사를 저작권 사냥꾼이라 하는데 이것은 특허 사냥꾼과 유사하다고 할 수 있다.
소프트웨어 산업에서 마이크로소프트 윈도우 제품은 전세계적으로 가장 많이 사용되는 운영체제이다. 중국 대륙에서도 윈도우 제품을 가장 많이 사용하는 운영체제이지만 무단 복제되어 사용되는 비율이 정품을 앞도할 정도로 월등히 많은 절대 다수이며 전세계에서 가장 무단 사용 비율이 높다. 미국에서 무단 복제되어 사용되는 윈도우 제품의 비율은 아주 극소수로 지극히 낮은데, 이는 선진국으로 불리는 서방 세계에서 무단 복제 사용 비율과 비슷하다. 대한민국에서 윈도우 제품 무단 사용율은 공산 중국에서 만큼 절대적으로 높지는 않으나, 애석하게도 미국과 서방 선진국들과 달리 극소수라고 할 수 없는 상당한 비중으로 엄청난 수준에 무단 복제 사용율이 집계된다.

## 저작권 침해를 막기 위한 세계적 협력 방안
엄격한 저작권법을 가지고 있지 않은 동유럽이나 구소련의 연방들에 서버가 존재하는 인터넷상의 저작권 침해 사건들 때문에 저작권 침해에 대한 대처가 어려운 경우가 발생하고 있다. 저작권자들은 이러한 행위에 대해서 대항하여 각국 정부에 대해서 로비하는 등의 일들을 하고 있다. 그 결과로 러시아는 allofmp3.com을 폐쇄해 달라는 미국의 요청을 받아 들었으며, 중국은 온라인 저작권 침해에 대한 양해각서를 미국 매체 협회(US Media Association)와 체결하였다.

## 법률 관계
저작권 침해에 관한 국제적인 조약 중 가장 중요한 것은 1886년에 체결된 베른조약이다. 한국도 본 조약에 서명하였고, 이를 준용한 인용에 대한 규정이 저작권법에 존재하고 있다.
미국은 1989년에 이 조약에 서명하였는데, 베른협약의 6조를 빼고 조인하였다. 베른 협약 6조는 도덕적 권리에 대한 것인데, 미국에서는 공정 이용과 관련하여 문서 비평과 패러디가 중요한 저작권 침해 주장을 방어하는 방법이기 때문에 이것을 제외하였다.

### 미국에서의 저작권 침해
미국에서 저작권 침해를 입증하려면 세 가지 요소를 갖추는 것이 필요하다.

#### 저작물의 소유권
원고는 저작물의 원저작자가 본인임이며 또한 저작물이 구체적인 매체에 기록이 되어 있었는지 증명하여야 한다. 고유성이 없거나 단순한 사실만으로 된 것들, 그리고 방법과 처리에 대한 것들은 저작권의 보호를 받지 못하다. 방법과 처리에 관한 것은 특허법 보호를 받는 대상이다. 사실을 수집하거나 재구성하는 것은 저작권법 보호를 받지 못한다. 즉 고유성이 있을 때만 저작권법 보호를 받는다.
작가들의 모임에서 그 작품의 구상을 토론한 것들은 구체적인 매체에 기록된 것이 아니므로 다른 작가가 그 아이디어를 이용하여 저작물을 만들었다고 해서 저작권 침해로 볼 수 없다. 컴퓨터의 메모리(RAM)에 기록한 것이 저작권법에서 인정하는 구체적인 매체인지 다투는 경우가 발생하고 있는데 이것은 메모리가 휘발성을 가지고 있기 때문이다.

#### 복제 행위
원고는 피고가 복제를 하였는지 입증하는 직간접적 증거를 제시하여야 한다. 직접적인 증거는 피의자의 자백 혹은 복제 행위를 목격한 목격자의 증언 등이 될 수 있다. 법원은 피의자가 저작물에 접근하였는지만을 가지고 복제행위가 이루어졌다고 판단할 수 없으며 심각한 유사성을 가졌는지 고려하여 판단한다.

#### 오용
저작권이 주장되는 저작물은 공용으로 사용되는 사실, 사상, 주제 그리고 내용 등의 저작권을 주장할 수 없는 요소들을 포함하고 있다. 원고는 피고가 저작권으로 보호받아야 하는 것이 오용했다는 것을 증명해야 한다. 또한 원고는 유사성이 존재하는지 증명해야 하는데, 일반인이나 해당 분야 전문가가 본질적 유사성을 구별해 낼 수 있어야 한다. 일반적으로 침해에 해당한다고 판단하는 유사도를 정의하는 것은 쉬운 일이 아니다. 그래서 두 가지 방법이 사용되는데 차감법과 종합법이다.
차감법은 저작권이 없는 부분들을 제거한 후 두 다툼이 있는 저작물 사이의 유사성이 존재하는지 판별하는 방법이다. 예를 들어 웨스트사이드 스토리의 저작권 침해 의혹에 대해서는 로미오와 줄리엣으로부터 빌려온 뮤지컬들은 제거된 후에 판별되어야 할 것이다. 왜냐하면 로미오와 줄리엣은 저작권이 존재하지 않는 공용으로 사용되고 있기 때문이다.
종합법은 전체적인 개념과 느낌으로 판단하는 것으로 저작물의 구성요소들을 그대로 둔 채 전체적으로 볼 때에 유사성이 있는지를 판별하는 방법이다.  침해의혹이 있는 저작물의 각 구성요소는 각각 보호받는 저작물의 해당 부분과 본질적으로 다르지만, 이것들을 함께 놓았을 때에는 저작권의 보호를 받는 저작물을 오용할 수 있다.

## 논란
인터넷에서 음악을 다운로드했다고 어린 학생들이 고소당해 논란이 된 바 있다. 이에 경제학자 미켈레 볼드린(Michele Boldrin)과 데이빗 케이 레빈(David K. Levine)은 캠브리지 대학 출판사의 새로운 책 '지적 독점에 대항하여(Against Intellectual Monopoly)'을 통해 이를 대표적인 저작권 시스템의 실패사례로 지적했다.
1990년대, 2000년대 미국의 국제적인 시민단체 전자 프런티어 재단(EFF)은 활동가 존 페리 바를로를 중심으로 저작물 교환의 합법화운동 등 법률의 전반적인 개정 운동을 벌이기도 했다.
2006년 파이럿베이 사건으로 설립된 스웨덴 해적당을 필두로 한 해적당 인터내셔널과 독일 해적당은 기술진보에 따라 디지털로 작성된 저작물의 자유로운 복사가능성이 현실이 되었다고 인정하고 “저작물에 대한 일반적 접근 기회로 받아들이고 활용해야한다”는 주장을 펼치고 있다. 또한 이들은 개인적인 용도의 복사와 파일공유의 범죄화를 끝낼 것을 요구하고 있다. 해적당에 따르면 저작권법의 제약이 없다면 효과적으로 지식의 유통이 이루어진다고 본다.

## 저작권 보호 기간
대한민국 저작권법상 저작권자가 죽은 뒤 70년이 지나면 보호대상에서 제외된다. 구 저작권법에서는 보호기간이 50년이었으나 한·EU FTA 체결로 인해 보호기간이 연장되었다.

## 같이 보기
- 카피레프트
- 저작권
- 표절
- 공정 이용
- 도덕적 해이